# Ettore Bastico
Ettore Bastico   (Bolonya, 9 d'abril de 1876 - Roma, 2 de desembre de 1972) va ser un militar italià abans i durant la Segona Guerra Mundial. A més de ser general del Reial Exèrcit Italià, també va ser senador i governador. Va ocupar alts comandaments durant la Segona Guerra Italoetíop, la Guerra Civil Espanyola i la campanya nord-africana.

## Biografia
Bastico va néixer a Bolonya, Itàlia. Es va allistar a l'exèrcit italià el 1894 i va lluitar a la Primera Guerra Mundial com a Coronel i membre de l'estat major de la 28ª Divisió d'Infanteria. El 1928, Bastico va ser ascendit a General de Brigada. Posteriorment va participar en la guerra d'Etiòpia. El maig de 1935 va assumir el comandament de la 1a Divisió CC.NN. "23 de març" a l'Àfrica oriental. Després va passar a comandar el 3r Cos d'Exèrcit que operava a Etiòpia. El 1937 va ser enviat al comandament del Cos de Tropes de Voluntaris Italians a la Guerra Civil Espanyola. Després de la victòria a la batalla de Santander, deixa el comandament al General Mario Berti i va tornar a Itàlia on se li va encarregar l'organització de la motorització de l'Exèrcit. Assumeix el comandament de l'Exèrcit del Po (6è Exèrcit).
El 1939 va ser nomenat senador a la XXX legislatura del Regne d'Itàlia. Amic personal de Benito Mussolini, va ser governador de les illes Egees italianes del 10 de desembre de 1940 al 19 de juliol de 1941, quan va substituir Italo Gariboldi com a governador de Líbia i comandant de les tropes de l'Eix. Com Gariboldi havia ensenyat art militar publicant les seves lliçons en un assaig titulat Evoluzione dell'arte della guerra (Evolució de l'art de la guerra).
L'arribada dels alemanys a Líbia va fer que Bastico perdés molt de prestigi a causa dels conflictes per la direcció de la campanya amb Erwin Rommel que, tot i ser el seu subordinat, va ser, de fet, el cervell de les accions italo-alemanyes. Rommel en tenia molt mala opinió, jutjant-lo "difícil, autocràtic i violent". El judici de Rommel s'ha de llegir a la llum dels enfrontaments verbals entre Bastico i el mateix Rommel.
L'agost de 1942 (després de les victòries de Gazala i Tobruk) havia estat nomenat Mariscal d'Itàlia en part per contrarestar el nomenament de Rommel com a Mariscal de Camp.
Després de la segona batalla d'El Alamein, les forces italo-alemanes es van veure obligades a retirar-se contínuament, abandonant tant la Cirenaica com la Tripolitània (Trípoli va caure el 23 de gener de 1943), i s'atrinxeren a Tunísia; Bastico va ser rellevat del comandament el 5 de febrer de 1943 i va ser repatriat a Itàlia mentre es dissolia oficialment el comandament superior a Líbia.
Al final de la Segona Guerra Mundial va ser posat en reserva i va escriure obres sobre història militar. L'any 1957 va rebre la Gran Creu al Mèrit de la República. Va morir a Roma el 2 de desembre de 1972, a l'hospital militar Celio.